# Torre del Hoyo Chico
La Torre del Hoyo Chico es una montaña de la cordillera Cantábrica ubicada en el macizo central de los Picos de Europa.
Tiene 2369 metros de altitud y pertenece al sector montañoso donde se localizan la Torre de Salinas, la Torre del Hoyo de Liordes y la Torre de Olavarría (2431 m). El collado de la Chavida separa dicho sector de la Torre del Friero.
Todas estas cumbres mencionadas constituyen las Peñas Cifuentes.

## Escalada
La escalada a la Torre del Hoyo Chico se suele acometer desde el puerto de Pandetrave.